# Goliath Pionier
La Goliath Pionier è stata un'auto economica a tre ruote prodotta dalla ditta tedesca Goliath, del Gruppo Borgward, nel periodo dal 1931 al 1934. 
Il Pionier è un veicolo economico a 3 ruote progettato per il mercato tedesco, robusto ma leggero; Carl Borgward progettò questa vettura per non incorrere nella tassa annuale che in Germania veniva imposta sui veicoli a 4 ruote. I veicoli a tre ruote erano esenti dal pagamento di questa tassa fino al 1933. 
Carl F. W. Borgward è stato un energico ingegnere e imprenditore la cui prima avventura nel trasporto motorizzato aveva coinvolto la sua fabbrica di frigoriferi per produrre il "Blitzkarren", un veicolo a motore a tre ruote per trasporto merci uscito nel 1924. Il suo successo indusse Borgward a proseguire nella produzione di automobili e nel 1928 fondò la "Goliath Werke Borgward & Co. GmbH". Il lancio nel 1931 della Goliath Pionier fu un'evoluzione rispetto al progetto precedente. Nel decennio successivo alla prima guerra mondiale la Germania sperimentò una povertà diffusa e furono commercializzati molti modelli di microvetture, ma la Pionier fu esteticamente apprezzata e tecnicamente migliore della concorrenza, riscuotendo un buon successo.

## Descrizione tecnica
Sotto al cofano posteriore poteva esserci, a seconda delle versioni, un motore monocilindrico a due tempi da 198 cm³ che erogava 4 kW - 5 CV oppure uno da 247 cm³ che erogava 5 kW - 7 CV. Le ruote posteriori erano azionate da una catena comandata da un cambio a tre velocità senza differenziale. 
La carrozzeria era costituita da un telaio in legno massello rivestito di tessuto. L'auto fu prodotta in circa 4000 esemplari fino al 1934 quando fu sostituita dalla più grande Hansa 400, a quattro ruote.